# Mastigostyla mirabilis
Mastigostyla mirabilis är en irisväxtart som beskrevs av Pierfelice Ravenna. Mastigostyla mirabilis ingår i släktet Mastigostyla och familjen irisväxter. Inga underarter finns listade i Catalogue of Life.